# Honoré-Charles Baston de La Riboisière
Honoré-Charles Baston, comte de La Riboisière, né le 21 septembre 1788 à Fougères et mort le 23 mars 1868 à Paris, est un militaire et homme politique français.

## Biographie

### Sous l'Empire
Fils du général Jean Ambroise Baston de Lariboisière et neveu de Louis Joseph Le Beschu de Champsavin, il fut admis en 1807 à l'École polytechnique, en sortit officier d'artillerie, assista à la bataille de Wagram, et fut attaché comme aide de camp à son père devenu général. Il fit la campagne de Russie, eut les pieds gelés pendant la retraite, fut nommé chambellan à son retour, et devint, en 1815, officier d'ordonnance de l'Empereur. 
Il avait le grade de capitaine lors de la Seconde Restauration. Démissionnaire après Waterloo, il resta fidèle au régime impérial et appartint à l'opposition ; toutefois il refusa d'entrer dans la société secrète des carbonari. 

### Carrière politique
Élu, le 22 décembre 1828, député du 3e arrondissement d'Ille-et-Vilaine, par 161 voix sur 233 votants, contre 69 à Le Gonidec de Traissan, il siégea au centre gauche, fit de l'opposition au ministère Polignac et vota pour l'Adresse des 221. Il obtint sa réélection, le 21 juin 1830, contribua à l'établissement de la monarchie de Louis-Philippe, et siégea dans la majorité conservatrice qui soutint le pouvoir nouveau. Son mandat de député lui fut encore renouvelé en 1831 et en 1834. La Riboisière était alors colonel de la 5e légion de la Garde nationale de Paris. 
Une ordonnance royale du 11 septembre 1835 l'éleva à la pairie. Au Luxembourg comme au Palais Bourbon, il se montra dévoué à la politique gouvernementale. Rendu à la vie privée par la Révolution française de 1848, il se présenta, le 13 mai 1849, comme candidat à l'Assemblée législative dans le département d'Ille-et-Vilaine, et fut élu représentant. Il prit place à droite, parmi les conservateurs-monarchistes. Favorable au coup d'État de décembre, il fut nommé sénateur le 26 janvier 1852, et vota jusqu'à sa mort avec la majorité dynastique.

## Famille
Son épouse, Marie Elisa Roy, était fille du comte Roy, richissime financier et homme politique, a consacré la majeure partie de sa fortune à la fondation de l'Hôpital Lariboisière, dont les travaux débutèrent en 1846. Marié en secondes noces à la fille d'Amans de Robert d'Aqueria de Rochegude, il en eut un fils, Ferdinand Baston de La Riboisière.

## Le service en argent du comte de La Riboisière
En 1844, le comte commanda à Charles-Nicolas Odiot (en) un service de table en argent, à décor de trophées agricoles végétaux et animaux, qui fut présenté à l'Exposition universelle de  Londres en 1851 ; le 11 mars 2015 à Paris, une soupière et son dormant en argent de style Rocaille, « pièce moderne réalisée d'après ce modèle », a atteint 29 000 euros lors d'une vente publique — notice et reproduction dans La Gazette de l'Hôtel Drouot.

## Sources
- « Honoré-Charles Baston de La Riboisière », dans Adolphe Robert et Gaston Cougny, Dictionnaire des parlementaires français, Edgar Bourloton, 1889-1891 [détail de l’édition]